# Гийом I (Прованс)
Вилхелм I Освободител (на френски: Guillaume I. le Libérateur, Wilhelm I; * 952; † 993) e от 968 г. граф и по-късно от 979 г. маркграф на Прованс и също като Вилхелм II от 970 г. граф на Арл.

## Живот
Произлиза от младата линия на фамилията Дом Прованс. Той е син на Бозон II и Констанца, дъщеря на Карл Константин от род Бувиниди, граф на Виен, син на император Лудвиг III Слепи.
Вилхелм взема територията около Арл и основава Графство Прованс. Той получава допълнителното си име заради победите му над сарацините в Прованс през 973 г.
Вилхелм се жени първо между 968 и април 970 г. за графиня Арсенда от Коменж. През 984/986 г. той се жени втори път, против волята на папата, за Аделхайд Анжуйска (или Бланка, † 1026), дъщеря на Фулк II, граф на Анжу (Първи Дом Анжу), вдовица на Стефан (Étienne), граф на Gévaudan, разведена от Луи V, крал на Франция (Каролинги).
Той умира през 993 г. като монах в Авиньон и е погребан в църквата Saint-Croix в Сариян. Съпругата му се омъжва четвърти път пр. 1016 г. за бащата на нейната снаха, Ото Вилхелм от Бургундия (Иврейска династия).

## Деца
От първия му брак:
- Вилхелм II Благочестиви (* 987; † пр. 30 май 1018), граф на Прованс; ∞ 1002 за Герберга от Бургундия († 1020/23), дъщеря на Ото Вилхелм, граф на Бургундия (Иврейска династия)
- Одилия от Ница (ок. 976 – 1032); ∞ I. Мирон вицеграф на Систерон (Дом Барцелона); ∞ II. 1004 Laugier, граф на Ница.

От втория му брак дъщерите:
- Констанца Арлска (* 986; † 25 юли 1034), трета съпруга на крал Робер II Благочестиви крал на Франция
- Ермгарда; ∞ Роберт I граф на Оверн, † пр. 1032 (Дом Оверн)
- Тода; ∞ 992 Бернардо I Талаферо граф граф на Бесалу и граф на Рипол († 1020)